# Menhir de la Pierre Attelée

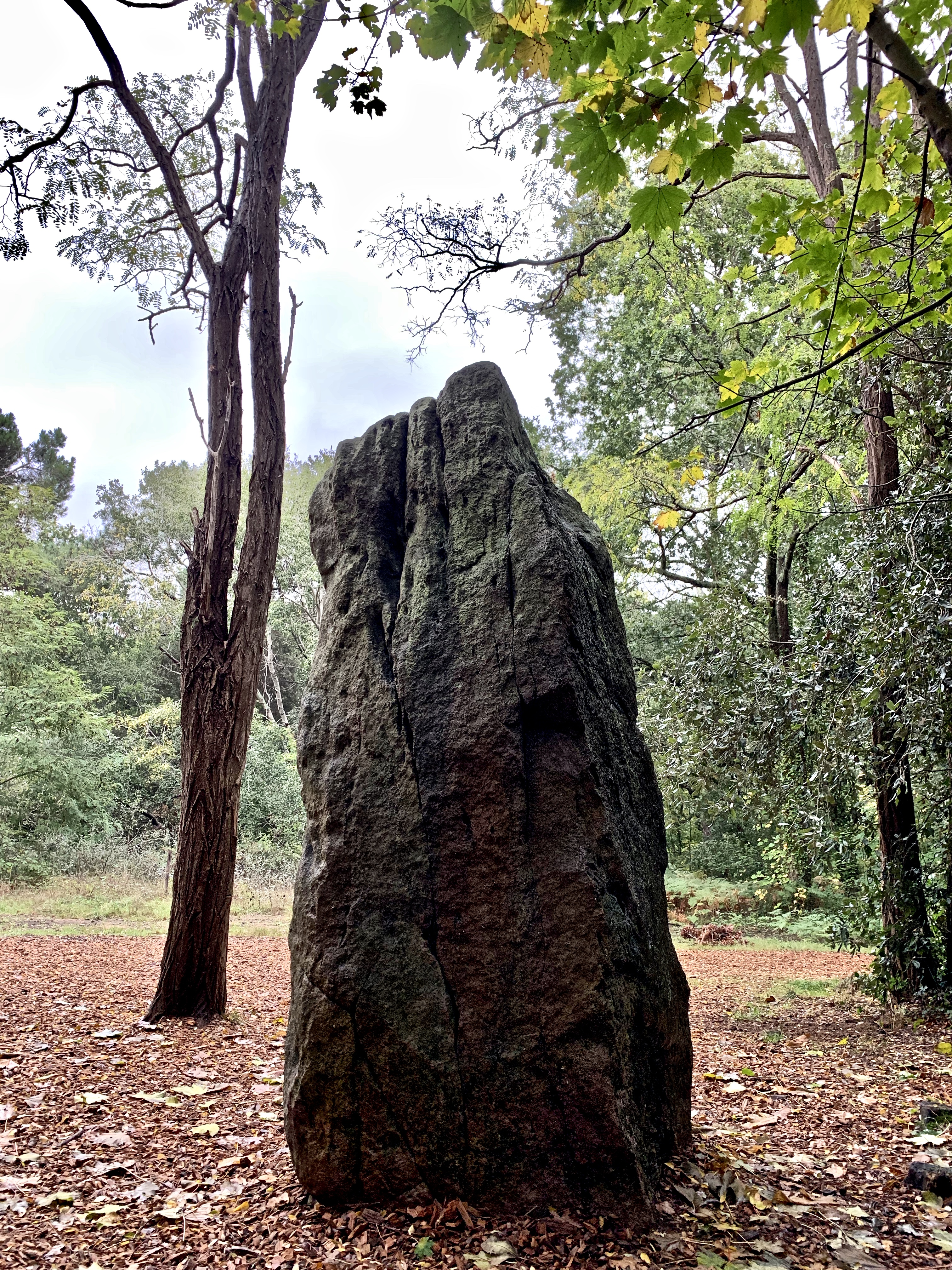
Menhir de la Pierre Attelée

Der Menhir de la Pierre Attelée steht in einem öffentlichen Park nördlich der Straße Chemin Du Reveau in Saint-Brevin-les-Pins im Département Loire-Atlantique in Frankreich.
Der etwa quaderförmige Menhir Pierre Attelée hat eine Höhe von 2,7 m, eine Basisbreite von 1,3 m und einer Dicke von 0,90 m.
Die Südseite ist mit Meeresversteinerungen bedeckt, was darauf hindeutet, dass dieser Menhir aus Granit aus einem Küstenaufschluss des etwa 400 m entfernten Meeres geschnitten wurde.

## Tourismus
Über Saint-Nazaire bzw. Saint-Brevin-les-Pins verläuft die Route Bleue (deutsch „Blaue Route“), an der elf bedeutende prähistorische Megalithmonumente liegen. Darunter befindet sich der Tumulus von Dissignac (No. 1) nahe Saint-Nazaire. Unter den Dolmen der Croix de Sandun (3), der Kerbourg (4), der du Riholo (5), der des Rossignols (6), der Tumulus von Mousseaux westlich von Pornic (9), der la Joselière (10) und der du Pré d’Aire (11) sind die Nr. 9–11 an der „Pays de Rets“ besonders bekannt. Dazu kommen drei Menhire: der Menhir von Bissin (No. 2), der 2,1 m hohe Pierre de Couche (7) und der etwa 2,7 m hohe Pierre Attelée (8), der seit 1992 als historisches Denkmal klassifiziert ist.
An der Rue de l’Eglise befindet sich der Meule les Fesses du Diable, ein Mörser mit zwei ovalen Eintiefungen. Pont Gaulois oder Pont Bossu ist eine Clapper bridge zwischen den Weilern La Corbinais und La Tensorais beim Ort.